# Сан-Кассіано
Сан-Кассіано (італ. San Cassiano, сиц. San Cassianu) — муніципалітет в Італії, у регіоні Апулія, провінція Лечче.
Сан-Кассіано розташований на відстані близько 540 км на південний схід від Рима, 175 км на південний схід від Барі, 37 км на південний схід від Лечче.
Населення — 2033 особи (2014).

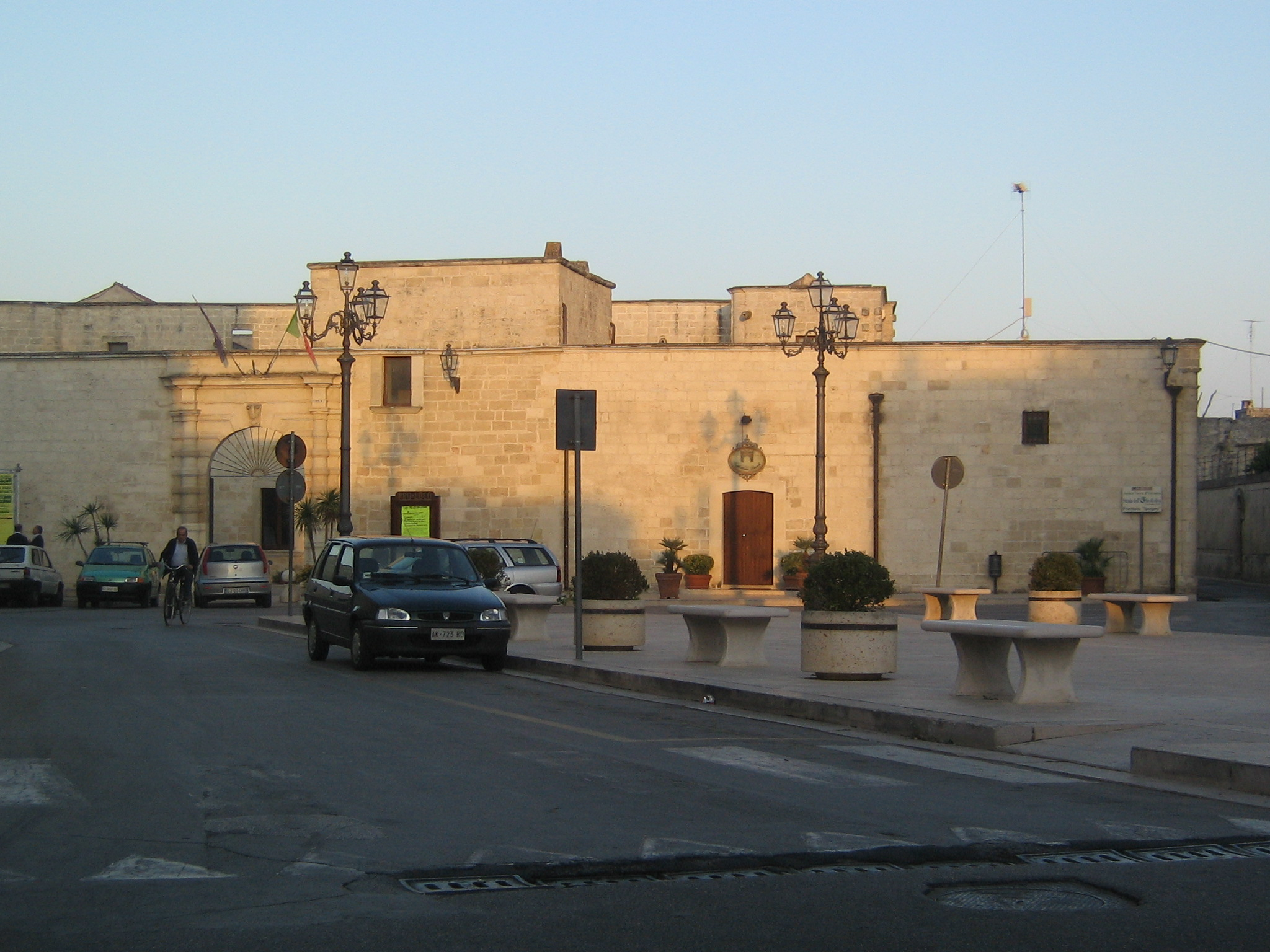

Щорічний фестиваль відбувається 18 серпня. Покровитель — Martiri di Otranto.

## Демографія
Населення за роками:

Станом на 1 січня 2023 року в муніципалітеті офіційно проживало 57 іноземців з 15 країн, серед них 11 громадян країн Євросоюзу.

## Сусідні муніципалітети
- Ботруньо
- Ночилья
- Поджардо
- Санарика
- Суперсано